# 현대자동차 첸나이 공장
현대자동차 첸나이 공장은 인도 남동부 타밀나두 주 첸나이에 위치한 자동차 제조 공장이다.

## 상세

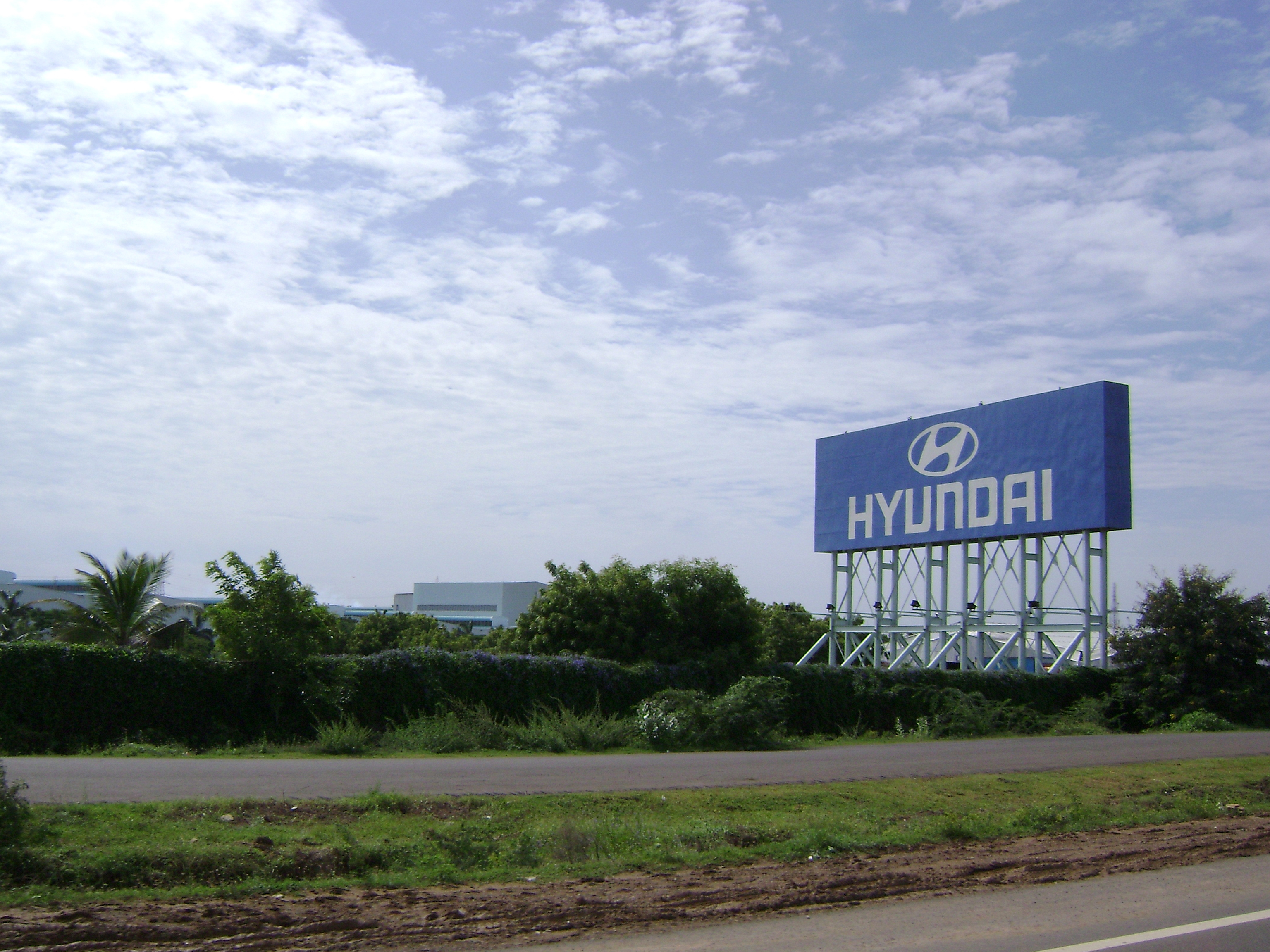
현대자동차 첸나이 공장 인근

1996년 12월 기공식을 가진 후 1998년 10월 현대자동차 첸나이 공장이 준공됐다. 약 6억 1400만 달러의 건설비가 투자되었으며, 66만평의 규모이다. 첫 모델로 Santro를 양산하기 시작했다. 2008년 2월, 제2공장이 준공됐다. 약 10억 달러가 투자되었으며, 현대자동차 인도법인 부지 내 약 17만 6000㎡의 규모로 건설됐다. 제2공장은 연간 300,000 대의 생산 능력을 갖추고 있다. 
2018년 6월, 현대자동차 첸나이 공장은 누적 생산량 800만 대를 돌파했다. 현지 생산 물량 가운데 530만 967대는 인도 현지에서 판매되었으며, 270만 3581대는 아프리카, 중동 등 다른 국가로 수출됐다. 2020년, 현대자동차 첸나이 공장에서 생산되는 현대차 크레타의 경우 누적 수출 실적 20만 대를 돌파했다. 칠레, 페루, 멕시코 등의 중남미 국가 및 튀니지, 남아프리카공화국 등 아프리카 국가에 수출하고 있다. 2021년, 현대자동차 첸나이 공장은 누적 생산량 1000만 대를 돌파했다.
현대자동차 첸나이 공장은 2019년 전기차 생산라인을 추가 구축하여 코나 일렉트릭의 조립생산(CKD)을 시작했으며, 2022년 8월 아이오닉 5의 부분조립생산(SKD)이 결정됐다.

## 차종
| 이미지 | 차종                   |
| ------ | ---------------------- |
|        | 현대 i10               |
|        | 현대 i20               |
|        | 현대 이온              |
|        | 현대 크레타            |
|        | 현대 엘란트라          |
|        | 현대 싼타페            |
|        | 현대 엑센트            |
|        | 현대 코나 일렉트릭     |
|        | 현대 아이오닉 5 (예정) |

## 같이 보기
- 현대자동차 인도
- 현대자동차그룹
- 현대자동차